# Ministres d'Henri II (roi de France)
Royaume de France
(Monarchie féodale)
Ministres de François Ier Ministres de François II
Les ministres de Henri II ont formé le 25e gouvernement de la France sous la monarchie féodale du royaume de France. Ils ont été en fonction pendant le règne du roi Henri II entre le 31 mars 1547 et le 10 juillet 1559.

## Histoire
Le 31 mars 1547, malade, le roi François Ier meurt. Son fils Henri II lui succède. 
Henri II fait une « révolution de palais » dans les ministres de son père. Dès le début de son règne, Henri II met en place un véritable système ministériel, généralisant le gouvernement de son père. Il renouvelle complètement le personnel de la Cour et des conseillers du souverain. L'ancienne faction au pouvoir est chassée sans ménagement et certains hauts responsables politiques sont emprisonnés et poursuivis par la justice royale.
Les places au sein du conseil royal et les charges honorifiques de la cour sont redistribuées aux proches du nouveau roi Henri II.
Le connétable et grand maître de France, Anne de Montmorency est rappelé d’exil et est entouré par les princes Lorrains, les frères François futur duc de Guise, et Charles, cardinal de Guise, futur cardinal de Lorraine.
Le nouveau roi marque une rupture avec le train de vie de son père et un courant d'austérité souffle passagèrement sur la cour royale. Le nombre de dames d'honneur est réduit et l'accès à la personne royale, resserré. Henri II s'entoure de nouveaux conseillers.
Le 1er et 2 avril, le roi Henri II nomme quatre secrétaires d'État alors appelés « secrétaires des commandements et des finances » du royaume (le terme de secrétaire d'État ne sera donné que sous Charles IX après 1559) , .
L'administration royale est supervisée par ses quatre secrétaires d'état, choisis dans la compagnie des notaires-secrétaires du roi. Ils sont chargés des commandements du roi.
Les quatre secrétaires sont : Côme Clausse, Guillaume Bochetel, Claude de L'Aubespine et Jean Duthier. 
Le roi leur attribue par ces mêmes lettres patentes le droit d'expédier seuls, et à l'exclusion des secrétaires du roi, toutes les dépêches d'état du département qui leur a assigné afin qu'ils fissent leurs fonctions avec plus d'ordre et d'exactitude. 
Côme Clausse est nommé secrétaire d'État de la Marine.
Guillaume Bochetel est chargé de l'expédition des affaires financières et des affaires de la Normandie, la Picardie, l'Angleterre et l'Écosse.
Claude de L'Aubespine, seigneur d’Hauterive, est chargé des affaires de la Champagne, de la Bourgogne, de la Bresse, de la Savoie, de l'Allemagne et de la Suisse.
Jean Duthier est chargé des affaires d’Italie (Rome, Venise, Piémont), du Levant, du Lyonnais et du Dauphiné, puis le 17 avril 1547, il reçoit la charge de contrôleur général des finances.
Le Grand maître de l'artillerie de France, Jean de Taix, s'étant permis quelques discours imprudents, on passe sa charge en 1547 à Charles de Cossé-Brissac.
Le 29 mai 1547, Henri II remplace le maréchal de France Claude d’Annebault, par Jacques d'Albon de Saint-André qui est fait premier gentilhomme de la Chambre.
Diane de Poitiers (1499-1566), favorite de Henri II, devient toute puissante à la cour.
Entre juillet et août 1548, la taxe royale du sel (gabelle) crée une révolte en Guyenne et en Angoumois. Le gouvernement d’Anne de Montmorency réprime durement le mouvement, mais exempte les provinces du Sud-ouest de la gabelle.
En septembre 1548, le roi Henri II envoie Claude de L'Aubespine, seigneur d’Hauterive, en Languedoc avec le connétable de Montmorency pour combattre une révolte. 
Le 14 juin 1549, Jacques Bourdin, seigneur de Villeines devient secrétaire d'État aux Finances en survivance du secrétaire d'État aux Finances, Guillaume Bochetel, dont il épouse la fille, Marie Bochetel l'année suivante.
Le 9 juillet 1550, Charles de Cossé-Brissac est élevé à la dignité de maréchal de France et démissionne de la charge de Grand maître de l'artillerie qui est pourvue à Jean Ier d'Estrées qui prêta serment le 18 juillet entre les mains du duc de Montmorency, connétable de France.
En avril 1551, Henri II crée un Office de Garde des Sceaux de France qui a les mêmes pouvoirs et honneurs que la Chancellerie dirigée par François Olivier. À la mort ou en cas d'incapacité du chancelier, ce dernier sera remplacé par le garde des sceaux.
Le 22 mai 1551, Jean de Bertrand est nommé garde des sceaux de France.
Le 2 juillet 1551, Anne de Montmorency est rappelé par Henri II qui le fait pair de France. Montmorency se montre intransigeant en matière religieuse et pousse le roi à persécuter les protestants.
En 1552, Henri II crée la fonction d'intendant, dont celle des finances en tant que commission, pour gérer les subsides levés pour le voyage d'Allemagne.
En 1554, le contrôleur général des finances Jean Duthier cède la place à André Blondel de Rocquencourt.
Le 10 août 1557, lors de la défaite à la bataille de Saint-Quentin, le connétable de Montmorency est fait prisonnier. Henri II rappelle d'Italie François le duc de Guise pour lui confier les opérations militaires dans le nord de la France en tant que lieutenant général du royaume (6 octobre 1557).
Le 5 janvier 1558, Claude de L'Aubespine, seigneur d’Hauterive secrétaire d'État assiste à l'ouverture de l'assemblée des notables à Paris dans la salle de Saint-Louis, au Palais de Justice.
En 1558, Côme Clausse, le secrétaire d'État de la Marine, décède et est remplacé par Jacques Bourdin, seigneur de Villeines le secrétaire d'État chargé du département des affaires de Suisse et d'Italie.
Le 7 novembre 1558, André Blondel de Rocquencourt, contrôleur général des finances, décède à son tour et le 15 novembre 1558, Simon Goille reprend la charge.
En avril 1559, Claude de L'Aubespine rédige et signe le traité de Cateau-Cambrésis avec l'Espagne et l'Angleterre.
Le 30 juin 1559, lors d'un tournoi en l'honneur du futur mariage de Emmanuel-Philibert de Savoie avec Marguerite (sœur du roi), Henri II est blessé à l’œil par Gabriel de Montgommery.
L’état du roi Henri II se détériore à partir du 4 juillet puis le roi décède le 10 juillet, jour du mariage. Son fils aîné, François II, âgé de 15 ans et 2 mois, lui succède. Les ministres de François II sont du clan des Guises.

## Composition
| Chef et surintendant général de la Maison du Roi (Grand maître de France)                 | Secrétaire d'État des Affaires étrangères | Secrétaire d'État des Affaires étrangères | Secrétaire d'État des Affaires étrangères | Grand maître de l'artillerie de France                                     | Connétable de France                                                                    | Secrétaire d'État de la Marine | Secrétaire d'État de la Marine                                                                           | Garde des sceaux                                               | Chancelier de France                                           | Grand chambellan de France                                     | Surintendant des finances | Contrôleur général des finances                |
| ----------------------------------------------------------------------------------------- | --- | --- | --- | -------------------------------------------------------------------------- | --------------------------------------------------------------------------------------- | ------------------------------ | --- | -------------------------------------------------------------- | -------------------------------------------------------------- | -------------------------------------------------------------- | --- | ---------------------------------------------- |
| 1526 – 1558 : Anne de Montmorency (1493-1567), connétable de France, duc de Montmorency   | 1er avril 1547 – 1567 : Claude de L'Aubespine, seigneur d’Hauterive, chargé de la Champagne, de la Bourgogne, de la Bresse, de la Savoie, de l'Allemagne et de la Suisse | 1547 – 1557ֲ : Guillaume Bochetel (? – 1558ֲ†) chargé de la Normandie, la Picardie, l'Angleterre et l'Écosse | 1er avril 1547 – 1558 : Jean Duthier (? – 1560†ֲ) est chargé de l'Italie (Rome, Venise, Piémont), du Levant, du Lyonnais et du Dauphiné | 1547 – 9 juillet 1550 : Charles Ier de Cossé (1507-1563), comte de Brissac | 1538 – 1567 : Anne de Montmorency (1493-1567), connétable de France, duc de Montmorency | 14 septembre 1547 – 1558ֲ† : Côme Clausse, seigneur de Marchaumont ( ? – 1558ֲ)                               | 14 septembre 1547 – 1558ֲ† : Côme Clausse, seigneur de Marchaumont ( ? – 1558ֲ) | 28 avril 1545 – 22 mai 1551: François Olivier (1487 – 1560†)   | 28 avril 1545 – 30 mars 1560† : François Olivier (1487 – 1560) | 1537 – 1551 : vacance                                          | 1544 – 1558ֲ : Guillaume Bochetel ( ? – 1558ֲ†) | 17 avril 1547 – 1554 : Jean Duthier ( ? – 1560ֲ†)                                               |
| 1526 – 1558 : Anne de Montmorency (1493-1567), connétable de France, duc de Montmorency   | 1er avril 1547 – 1567 : Claude de L'Aubespine, seigneur d’Hauterive, chargé de la Champagne, de la Bourgogne, de la Bresse, de la Savoie, de l'Allemagne et de la Suisse | 1547 – 1557ֲ : Guillaume Bochetel (? – 1558ֲ†) chargé de la Normandie, la Picardie, l'Angleterre et l'Écosse | 1er avril 1547 – 1558 : Jean Duthier (? – 1560†ֲ) est chargé de l'Italie (Rome, Venise, Piémont), du Levant, du Lyonnais et du Dauphiné | 1550 – 1567 : Jean d'Estrées (1486 – 1571), comte d'Orbec                  | 1538 – 1567 : Anne de Montmorency (1493-1567), connétable de France, duc de Montmorency | 14 septembre 1547 – 1558ֲ† : Côme Clausse, seigneur de Marchaumont ( ? – 1558ֲ)                               | 14 septembre 1547 – 1558ֲ† : Côme Clausse, seigneur de Marchaumont ( ? – 1558ֲ) | 22 mai 1551 – 10 juillet 1559 : Jean de Bertrand (1482 – 1560) | 28 avril 1545 – 30 mars 1560† : François Olivier (1487 – 1560) | 1551 – 1562 : François de Lorraine, duc de Guise (1519 – 1563) | 1544 – 1558ֲ : Guillaume Bochetel ( ? – 1558ֲ†) | 31 octobre 1554 – 7 novembre 1558ֲ† : André Blondel de Rocquencourt ( ? – 1558)                                               |
| 1558 – 1559 : François de Montmorency (1530-1579), maréchal de France, duc de Montmorency | 1er avril 1547 – 1567 : Claude de L'Aubespine, seigneur d’Hauterive, chargé de la Champagne, de la Bourgogne, de la Bresse, de la Savoie, de l'Allemagne et de la Suisse | 1558 – 1567 : Jacques Bourdin, seigneur de Villeines (? – 1567) (secrétaire d'État chargé du département des affaires de Suisse et d'Italie et en même temps à la Marine). | 1558 – 1567 : Jacques Bourdin, seigneur de Villeines (? – 1567) (secrétaire d'État chargé du département des affaires de Suisse et d'Italie et en même temps à la Marine). | 1550 – 1567 : Jean d'Estrées (1486 – 1571), comte d'Orbec                  | 1538 – 1567 : Anne de Montmorency (1493-1567), connétable de France, duc de Montmorency | 1558 – octobre 1567ֲ† : Florimond Robertet, seigneur de Fresnes (1531 – 1567)                               | 1558 – 1567 : Jacques Bourdin, seigneur de Villeines (? – 1567) (en même temps aux Affaires étrangères). | 22 mai 1551 – 10 juillet 1559 : Jean de Bertrand (1482 – 1560) | 28 avril 1545 – 30 mars 1560† : François Olivier (1487 – 1560) | 1551 – 1562 : François de Lorraine, duc de Guise (1519 – 1563) | 1558 – 1559 : Jacques Bourdin, seigneur de Villeines (? – 1567) (secrétaire d'État chargé du département des affaires de Suisse et d'Italie et en même temps à la Marine). | 15 novembre 1558 – 13 août 1559 : Simon Goille |